# Egetkötter

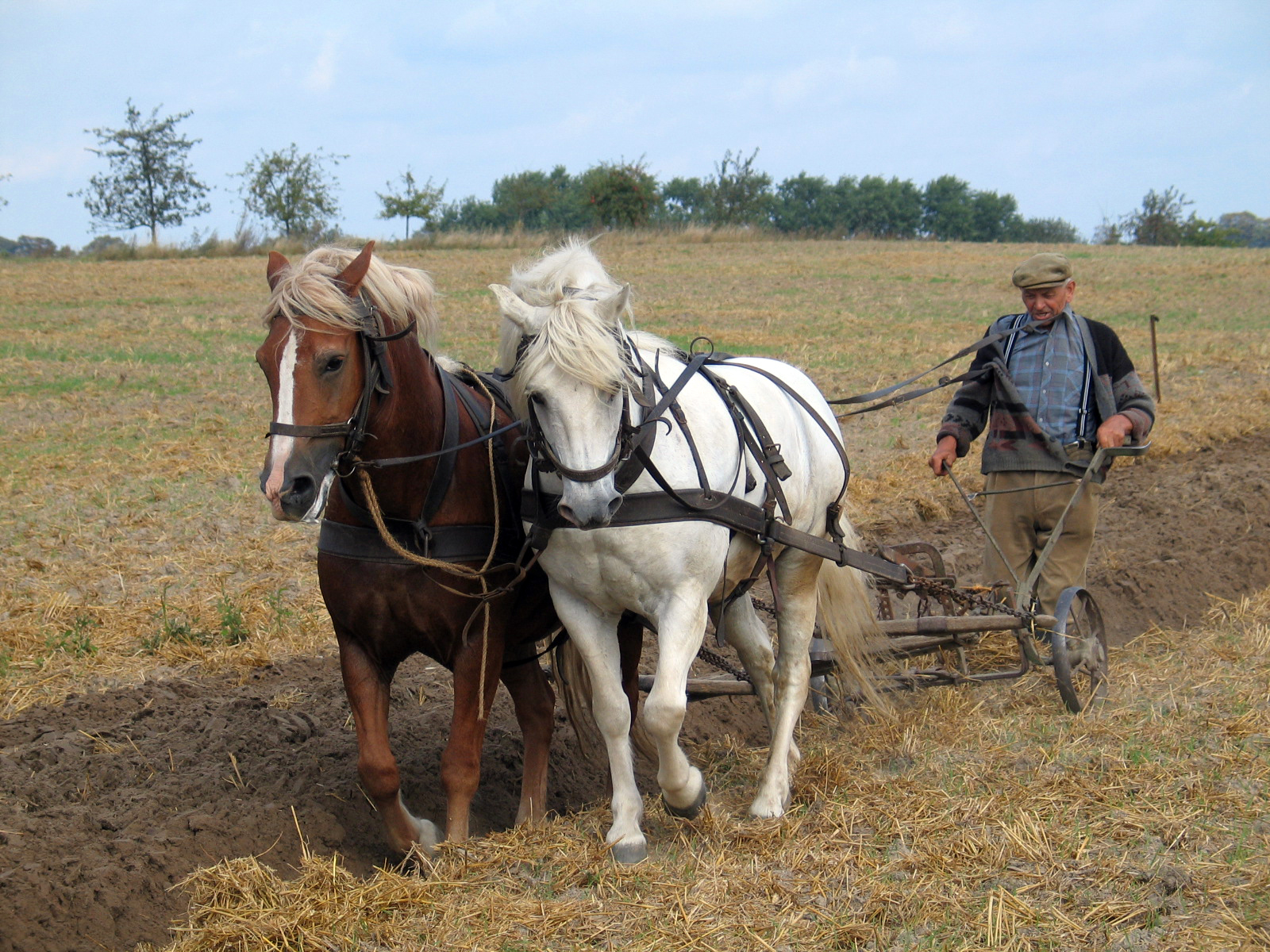
Pflügender Bauer

Als Egetkötter, Eggeköter oder Eggebauer bezeichnete man in der Agrargeschichte Nordwestdeutschlands einen leibeigenen Bauern, der in der dörflichen Hierarchie an fünfter Stelle stand. Der Name stammt von der Verpflichtung, dem Grundherrn beim Eggen und Pflügen zu dienen. Er stellte ein Pferd, das zusammen mit dem Pferd eines zweiten Eggebauern vor die Egge oder den Pflug gespannt wurde.
Diese Dienstleistungen empfanden die Betroffenen häufig als schwere Belastung und wurden deshalb höchst ungern verrichtet. Die Gogerichtsakten berichten von diversen Streitigkeiten um diese Dienste, zum Beispiel um unpünktliches Erscheinen oder mangelnde Arbeitsleistungen. Bei wiederholten Verfehlungen wurden sogar Gefängnisstrafen verhängt.
Kötter wurden nach den Prinzipien des Meierrechts behandelt und man unterschied zwischen Groß-, Mittel-, Eget- und Kleinkötter. Das Ansiedeln neuer Kötter auf einem Meierhof musste durch den Landesherrn genehmigt werden.